# NCSY
NCSY (en inglés: National Council of Synagogue Youth) (en español: Consejo Nacional de la Sinagoga Juvenil) es una organización juvenil ortodoxa judía, que forma parte de la Unión Ortodoxa. Fue fundada en 1954, tiene miembros en los Estados Unidos, Canadá, Israel, Chile, y anteriormente también en Ucrania. Su lema es inspirar el futuro judío. NCSY es dirigida por el rabino Micah Greenland, y es supervisada por la comisión juvenil de la Unión Ortodoxa (OU), dirigida por Avi Katz de Nueva Jersey.
NCSY es la organización sucesora de la "unión nacional de la juventud judía ortodoxa", establecida en 1942 como un movimiento juvenil ortodoxo, parecido a un club social o una hermandad estudiantil. Con el tiempo, su actividad se centró en la divulgación y en la enseñanza de comportamientos religiosos a los adolescentes. La Unión de Estudiantes Judíos (en inglés: Jewish Student Union) (JSU) es una organización juvenil que forma parte de la NCSY.